# Flutlicht (Sportsendung)
Flutlicht war seit dem 1. April 1984 die Sportsendung im SWR Fernsehen bzw. des ehemaligen SWF für Rheinland-Pfalz. Sie wurde sonntags um 22:05 Uhr live vor Publikum aus dem Landesfunkhaus Rheinland-Pfalz in Mainz im dritten Programm des SWR ausgestrahlt, dauerte 55 Minuten und wurde 2019 durch die Sendung SWR Sport abgelöst.

## Themen
Die Themenauswahl hatte einen starken regionalen Bezug zum Bundesland Rheinland-Pfalz und es wurden meist Interviewpartner aus dem Sportbereich eingeladen. Themen waren aktuelle Ereignisse aus der vergangenen Sportwoche. Der Schwerpunkt lag beim Fußball auf den Bundesligamannschaften 1. FSV Mainz 05 und 1. FC Kaiserslautern. Zeitweise wurde auch über die TuS Koblenz ausführlicher berichtet, als diese vier Jahre in der 2. Fußball-Bundesliga spielte. Weitere Beiträge bei Mannschaftssportarten waren zum Beispiel der Frauenfußball des SC 07 Bad Neuenahr, Tischtennis vom FSV Kroppach oder Basketball vom TBB Trier, in Einzel- oder Paarsportarten beispielsweise der Koblenzer Fechter Peter Joppich oder das Kunstradduo Katrin Schultheis und Sandra Sprinkmeier aus Mainz.
Am Jahresbeginn fand in der Sendung die Ehrung der im Internet gewählten rheinland-pfälzischen Sportler des Jahres statt. Zur Wahl standen vorher in den Kategorien Sportler, Sportlerinnen und Mannschaft des Jahres.

## Moderation
Die Moderatoren wechselten wöchentlich. Zum letzten Moderatorenteam gehörten:
- Tom Bartels
- Christian Döring
- Valeska Homburg
- Holger Wienpahl

Zu den ehemaligen Moderatoren gehören:
- Franziska Schenk, erstmals seit Juli 1999 und ab Oktober 2002
- Daniela Schick bis 2009